# قلعه آسپلت

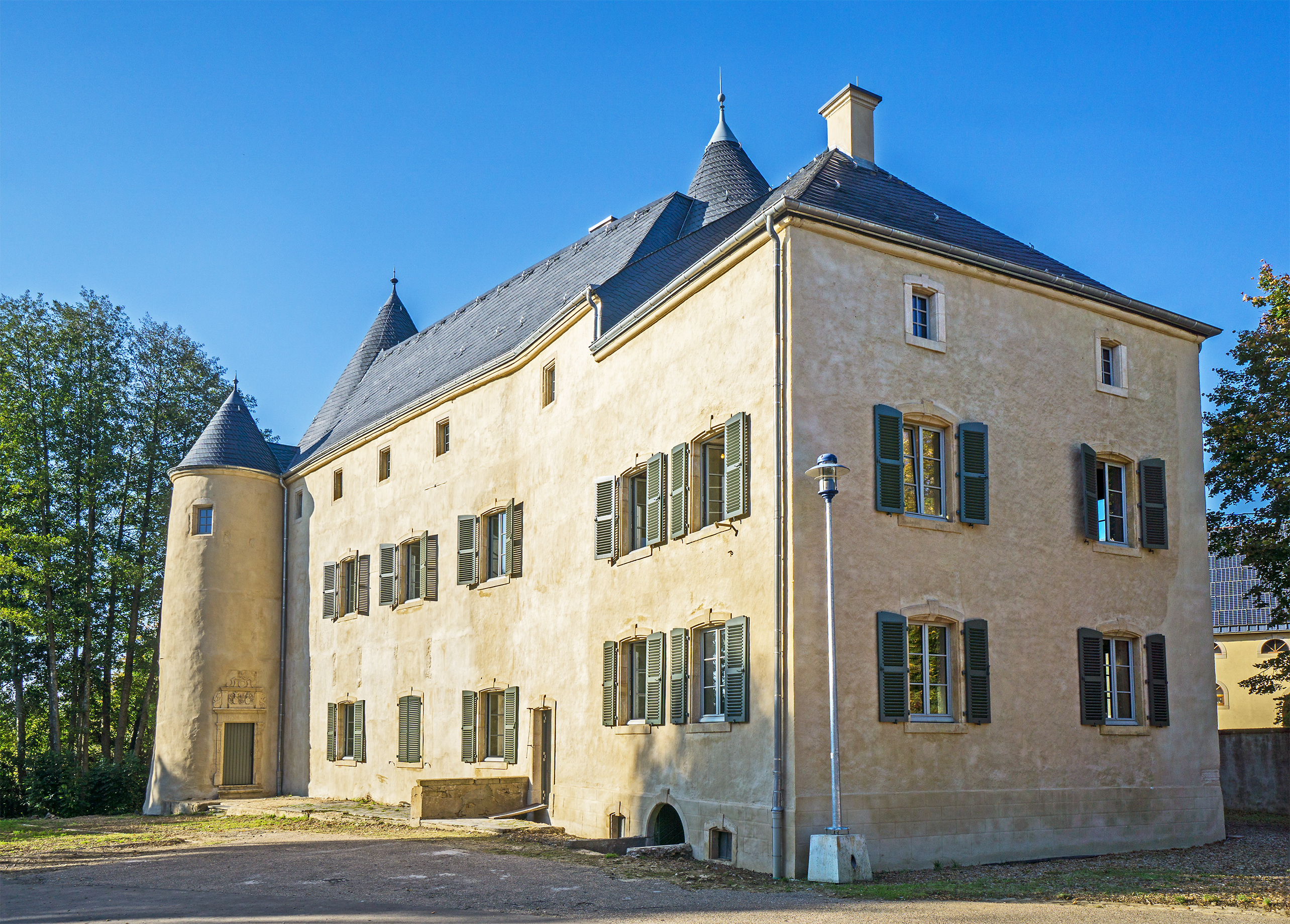
قلعه آسپلت

قلعه آسپلت (به فرانسوی : Château d'Aspelt ) ، واقع در آسپلت در جنوب لوکزامبورگ ، اقامتگاهی به سبک باروک است که در سال ۱۵۹۰میلادی در محل قلعه قرون وسطایی از قرن ۱۱ ساخته شده است.

## تاریخچه
به نظر می رسد قدمت قلعه آسپلت به ۱۱۰۰ سال قبل برمی گردد که یک قلعه مستحکم با خندق ساخته شده است ، اولین اشاره مکتوب به قلعه را می توان از تواریخ فون وید در تاریخ Echternach از سال۱۱۳۲ یافت. پایه های برج که به صورت گرد گوتیک است به احتمال زیاد مربوط به قرن ۱۴ می‌باشد، در سال ۱۹۵۷میلادی ، طبقه همکف جنوب غربی برج مرمت شد.